# Arved Rogall
Arved Rogall (* 4. Februar 1927 in Kaunas, Litauen; † 8. Mai 2008 in Berlin) war ein deutscher Politiker (SPD).
Arved Rogall besuchte Oberschulen in Kaunas und Memel. Er wurde von der Wehrmacht eingezogen und geriet anschließend in amerikanische Kriegsgefangenschaft. Nach dem Zweiten Weltkrieg studierte er zunächst an der Universität Jena, doch wegen seiner drohenden Verhaftung floh er nach West-Berlin. Rogall arbeitete bei der Maschinenfabrik Fritz Werner und setzte sein Studium an der Deutschen Hochschule für Politik fort. 
1953 trat Rogall der SPD bei und wurde Mitglied der Bezirksverordnetenversammlung (BVV) im Bezirk Charlottenburg. Bei der Berliner Wahl 1963 wurde er in das Abgeordnetenhaus von Berlin gewählt, schied aber im Januar 1965 aus, da ihn die BVV Charlottenburg zum Bezirksstadtrat für Sozialwesen gewählt hatte. Er blieb Bezirksstadtrat bis 1971.
Rogalls Sohn ist der Berliner Hochschullehrer und Politiker Holger Rogall.